# Onoba josae
Onoba josae is een slakkensoort uit de familie van de Rissoidae. De wetenschappelijke naam van de soort werd in 1987 voor het eerst geldig gepubliceerd door Robert Moolenbeek en Henk Hoenselaar.